# 神聖
神聖とは、神のように霊妙で尊い、厳かでおかしがたい、清浄で穢れがないなどを意味する言葉である。また、宗教制度の中で、日常の用法と区別され、賛美・犠牲・呪詛などの目的のために特別にとっておかれるものをさす。
英語のholy, sacred, divinityなどに該当する。
固有名詞
- 神聖ローマ帝国 - かつて中央ヨーロッパに存在した多民族国家もしくは国家連合。"Holy Roman Empire"の日本語訳。
- 神聖同盟 -かつてヨーロッパで結成された同盟。同名に訳された同盟が複数ある。

商品名
- 神聖（日本酒） - 京都の蔵元「山本本家」の主要銘柄。